# Prière dans le judaïsme
La prière (hébreu : תפילה tefilla, yiddish occidental : אורען oren, yiddish oriental : דאַווענען davenen, judéo-espagnol : oración) est considérée dans le judaïsme comme une prescription biblique et forme une importante part de sa pratique.
Elle se substitue au culte du temple après la destruction de celui-ci, et est donc modelée sur celui-ci. Un jour ordinaire comprend par conséquent trois offices de prière — matinal (sha’harit), vespéral (arvit ou maariv) et la min’ha qui se tient dans l’après-midi — auxquels s’ajoutent un office supplémentaire (moussaf) lors des chabbat, néoménies et jours de fête, et un office dit de clôture (ne’ila) propre au jour des propitiations. Ces prières se font idéalement dans une maison de prière qui sert de substitut au temple et nécessitent un quorum de dix hommes âgés de treize ans au moins.
La liturgie juive se constitue vraisemblablement à l’ère du second temple. Elle est fixée dans la période des gueonim où apparaissent les premiers siddourim (« rituels »), destinés aux orants qui requièrent désormais un support écrit pour prier correctement, et enrichie par diverses pièces conçues pour l’embellir et la diversifier.

## Usage des offices religieux

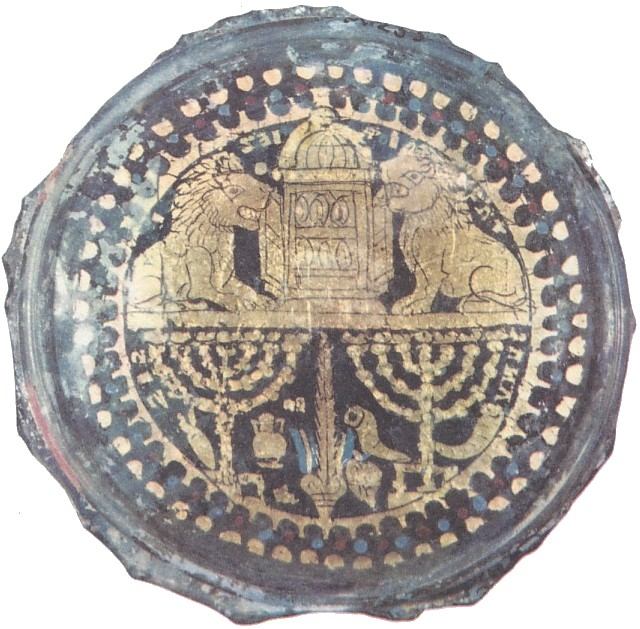
Symboles juifs figurés sur un calice doré découvert à Rome, datant du IIe siècle.

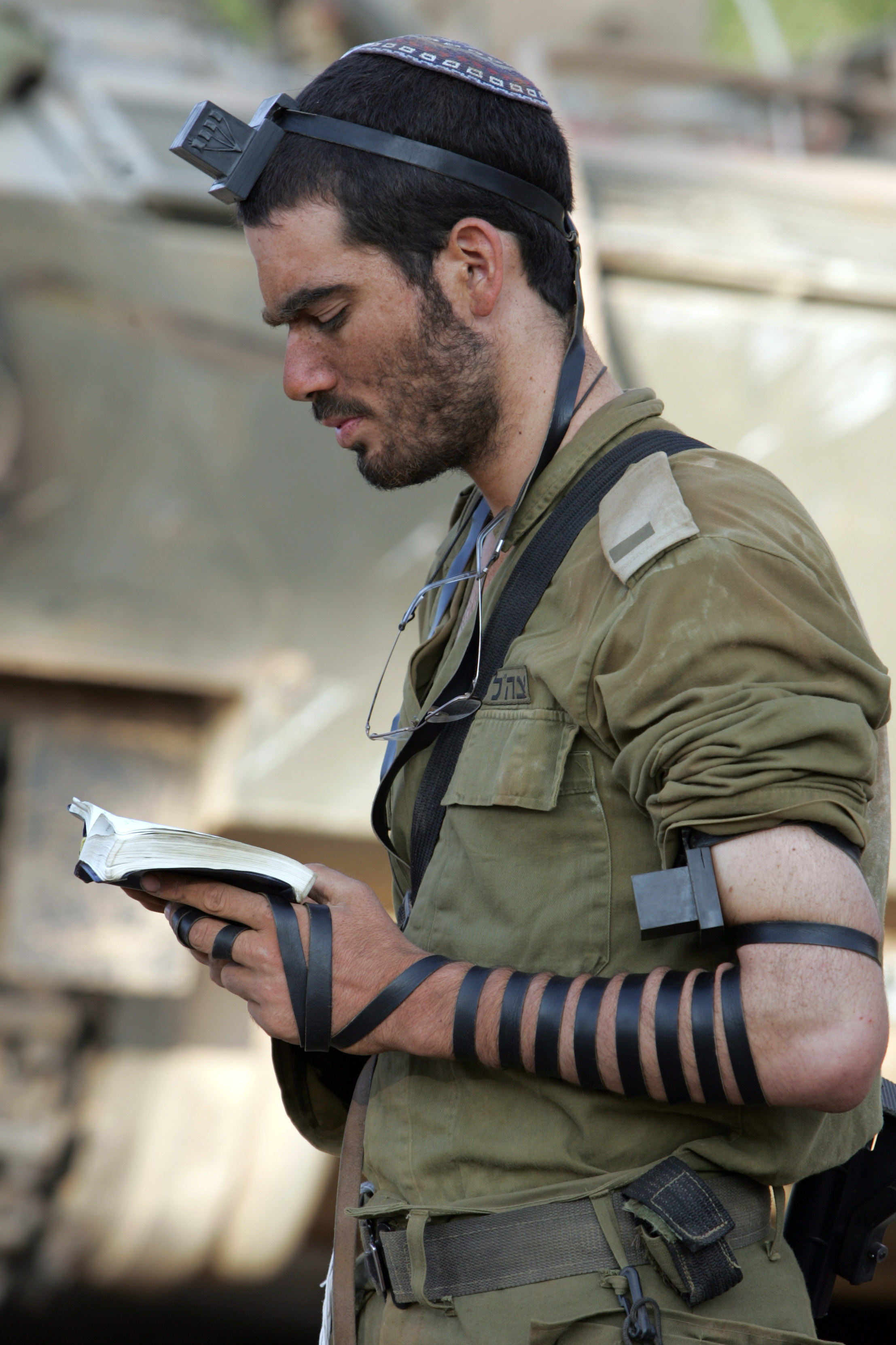
Le lieutenant Asael Lubotzky, membre des Forces armées israéliennes, prie avec des téfilines

L'interprétation de la halakha (loi judaïque) par le judaïsme orthodoxe établit que les hommes juifs doivent prier :
- trois fois par jour lors des jours ordinaires (de dimanche à vendredi) : l'office du matin (šaḥarith) est inspiré par le patriarche biblique Abraham, l'après-midi (Minḥa) par Isaac et le soir (ʿArvith) par Jacob ;
- quatre fois (l'office de Moussaf est alors intercalé après Sha'harit) lors du shabbat hebdomadaire ainsi que la plupart des jours fériés judaïques ; et
- cinq fois (l'office de Neʿîlâ est ajouté en clôture de la journée de jeûne) le jour de Yom Kippour.

Les femmes juives doivent prier au moins une fois chaque jour, mais sans une longueur fixe, et le système des prières journalières n'est pas requis pour les femmes.
Le judaïsme du mouvement Massorti traite aussi le système halakhique des prières journalières multiples comme obligatoire. Dès 2002, les juives du mouvement Massorti sont vues comme obligées comme les juifs du mouvement de prier les mêmes prières, et aux mêmes moments de la journée. Les communautés traditionnelles, et les juives à l'individu sont permises de s'abstenir des prières. [PDF]. Les congrégations du judaïsme libéral utilisent des portions de la liturgie traditionnelle dans les offices, mais ils ne considèrent pas la halakha comme un commandement.
Pour les juifs, il y a une différence entre la prière en communauté (en miniane ou quorum) et la prière privée (personnelle). La prière en communauté est plus désirable, puisque cela permet de pratiquer des portions du rite, comme la lecture du kaddish par exemple, qui ne peuvent être pratiquées sans un quorum.
La plupart de la liturgie juive est chantée ou parlée en rythme avec une mélodie traditionnelle ou un nigoun. Les synagogues peuvent désigner ou même embaucher un hazzan ou chantre afin de diriger la congrégation dans les prières. L'embauche ou la désignation d'un hazzan d'entre les membres de la congrégation par le Rabbin de la communauté dépend de la grandeur de la synagogue. Dans les temps modernes, beaucoup de compositeurs ont écrit de la musique pour le Kabbalat Shabbat, y compris les compositeurs américains Robert Strassburg (1915-2003) et Samuel Adler,.

## Vocabulaire relatif aux offices religieux
- Daven, le verbe du yiddish pour "prier" provient exclusivement du yiddish de l'est. Il est utilisé par les juifs orthodoxes ashkénazes. En yinglish, un mélange d'anglais et de yiddish, ce verbe devient anglicisé dans le mot davening (priant). L'origine de daven est perdue dans l'Antiquité, mais on suggère que ça vient du moyen français, ou des langues slaves d'un mot qui veut dire "donner". Dans le yiddish de l'Ouest, le verbe est oren, qui démontre une parenté des langues romanes — à comparer espagnol et portugais orar, et latin oratorium.
- Shul désigne souvent la synagogue en yiddish. Il rappelle que la synagogue est utilisée également comme un lieu de formation et d'études. Le mot s'est popularisé auprès des séfarades qui vont aussi à la shul.

### Histoire
D'après le Talmud, la prière est un commandement biblique : « vous le servez de tout votre cœur et de toute votre âme ». – « Quel est le service fait avec son cœur ? C'est la prière ». Les prières sont donc connues comme Avodah sheba-Lev (le service du cœur). Maïmonide catégorise la prière aussi comme un commandement biblique, mais dit que le nombre de prières et leur temps assigné ne le sont pas. C'est de cette citation que certaines autorités suggèrent que les femmes ne doivent prier qu'une fois par jour (normalement le matin), bien qu'elles peuvent prier toutes les trois prières journalières.
Le Talmud donne des raisons différentes pourquoi il y a trois prières de base.
1. D'après un sage, chacun des patriarches bibliques a institué une prière : Abraham le matin, Isaac l'après-midi et Jacob les prières du soir. Cette idée est soutenue par les citations bibliques, indiquant que chacun des patriarches a prié au moment de la prière leur étant lié.
2. Une deuxième opinion suggère que les prières étaient instituées en parallèle avec les actes d'holocauste au Temple de Jérusalem : l'offrande, ou Tamid, du matin pour les prières du matin, le Tamid de l'après-midi pour les prières de l'après-midi, et l'incinération des restes durant la nuit pour les prières du soir.

Il y a des références bibliques supplémentaires qui suggèrent que le roi David et le prophète Daniel ont prié trois fois par jour. Dans les Psaumes, David dit : "Le soir, le matin, et à midi, je soupire et je gémis, Et il entendra ma voix" (55:18). Comme dans Daniel : "[...] les fenêtres de la chambre supérieure étaient ouvertes dans la direction de Jérusalem; et trois fois le jour il se mettait à genoux, il priait, et il louait son Dieu, comme il le faisait auparavant" (6:10).

### Texte et langue
Maïmonide raconte que jusqu'à l'exil babylonien les juifs ont créé leurs propres prières. Après l'exil, les sages du jour (unis depuis la Grande Assemblée) ont décidé que le peuple n'était plus capable de pratiquer par lui-même, donc les sages ont créé la plus grande partie du siddour, comme l'Amidah. Le langage des prières emploie l'idiome biblique, bien qu'il date de la période du Deuxième Temple. D'après certaines autorités, elles ne devraient pas contenir les idiomes des rabbins ni Mishnah, à part les sections de Mishnah qui y sont déjà contenues (à voir Baer).
La loi juive permet que les prières puissent être dites dans n'importe quelle langue comprise par celui qui dit la prière. Les synagogues orthodoxes ashkénazes utilisent l'hébreu seul, et la langue locale pour les serments et directions. Les synagogues massorti utilisent l'hébreu pour environ 75 % jusqu'au 100 % de leurs rites, selon la coutume locale. Le reste est dirigé dans la langue locale.
Les synagogues du judaïsme libéral (qui sont appelés 'temples' en Amérique du Nord) utilisent de 10 à 50 % de l'hébreu. La plupart des offices sont dans la langue locale. Les coutumes Séfarade changent de lieu en lieu mais il est permis d'utiliser soit le portugais ou ladino pour des moindres ou plus grandes parties des offices, même dans les communautés plus traditionnelles ou orthodoxes.
La lecture de la prière en Hébreu apporte une dimension spécifique au texte, par l'usage qui y est fait de la lettre alef (premier caractère de l'alphabet hébraïque) dans un mot. À sa lecture, cette lettre se doit de ne pas être prononcée car elle représente Dieu dans son essence et le nom qu'elle exprime est propre au judaïsme. Par contre si la bouche ne voit pas la lettre, l'esprit lui, souffle le nom vrai de Dieu à chaque lecture. À la mélodie de la langue utilisée pour la prière, sa présence régulière à la vue dans le texte ajoute une cadence comme une mélopée, psalmodiée, non avec la bouche mais par la pensée.

### Le quorum
Article principal : Miniane
Bien que la prière en solitaire soit permise et acceptable, la prière en quorum de dix adultes ou un miniane est vue comme « prière de la communauté ». Ceci est la forme de la prière la plus désirable. Le judaïsme n'a pas compté que les hommes pour la miniane de prière organisée, sous l'idée que seuls ceux qui y sont obligés devraient être comptés dans le quorum. Depuis 1973, beaucoup de congrégations du Mouvement Massorti comptent les femmes pour le miniane, bien que ce soit la décision des congrégations et non pas une règle fixe. Celles des congrégations reconstructionnistes et libérales qui considèrent que le miniane est ordonné pour la prière en communauté comptent les hommes et les femmes. Le judaïsme orthodoxe, d'après certaines autorités, compte les femmes parmi le miniane pour certaines prières spécifiques, comme la bénédiction Birkat HaGomel (Bénédiction de reconnaissance), où les hommes et les femmes sont obligés à le dire en public.

### L'attention dans la prière
L'attention correcte ou kavvanah est vue comme essentielle à la prière. Il n'y a que certains passages qui sont inadmissibles a posteriori si on les dit sans la concentration adéquate. Ces passages sont la première ligne du Shema Israël et la première des dix-neuf bénédictions de la Amidah.

## Offices de prière de la semaine

### Chaharit: les prières du matin
Des prières variées sont faites lorsqu'on se lève le matin; le ṣīṣith (un petit vêtement avec de franges) est porté à ce moment. Le ṭallīth (châle de prière) est porté soit avant, soit pendant les offices de prières, ainsi que les tefillīn (phylactères); les deux sont associés à des bénédictions spécifiques.
Les offices commencent par les « bénédictions du matin » ou birkhot ha-chaḥar, y compris les bénédictions pour le Torah qui sont tenues comme les plus importantes. Pour les offices de congrégations orthodoxes, ils sont suivis de la lecture des écrits biblique et rabbinique sur les offrandes ou korban fait dans le Temple à Jérusalem. Cette portion des offices termine par le « Qaddich du Rabbin » ou le qaddich de-rabbanan).
La portion suivante s'appelle le Pessouqé de-zimra ("versets de louanges"), compris de plusieurs tehillim (100 et 145 à 150), et de prières (comme le yehi khevod) composées de versets bibliques comme une grande poésie, et suivi du Chant de la Mer (Chīraṯ-hayyām). (L'Exode, chapitres 14 et 15).
Barekhou, ou l'appel formel aux prières, prononce une série de bénédictions pour ceux qui disent le Chemaʿ Yisrāēl. Suivant la Qeri'aṯ-Chemaʿ le centre des offices, la ʿAmīḏā ou Chemoné ʿEsré, une série de 19 bénédictions. L'autre partie des offices, les Taḥannounim, ou supplications, est supprimée les jours de fêtes, et d'habitude, en entier par le judaïsme libéral.
Le lundi et jeudi, une lecture de la Torah est ajoutée. Les textes de clôture et le ʿAlénou lechabbéyaḥ suivent, avec le Qaddich des endeuillés immédiatement après.

### Min'ha: les prières de l'après-midi
Les Séfarades et Bene Roma ou juifs italiens commencent le Mincha avec Psaume 84 et le Korbanot (Nombres 28:1 à 8), et d'habitude continuent avec le Pittum hakketoret.
Le commencement se conclut avec Malachie 3:4. Les prières continuent comme ce qui suit. (Les Ashkénazes commencent d'ici.) L’Ashrei, compris des versets des Psaumes 84, 144, 115 et 141 et l'entier du Psaume 145, suivi par la moitié du Kaddisch et le Shemoneh Esreh (Amidah). Ceci est suivi d'une version raccourcie du Tachanun, supplications, et ensuite le Kaddisch en entier. Les Séfarades utilisent soit Psaume 67, soit Psaume 93, suivi du Kaddish de Deuil. Après tout ceci, selon les offices modernes, suit l'Alenou. Les Ashkénazes terminent ensuite avec la conclusion du Kaddisch de Deuil.

### Ma'ariv (ou Arvit): les Prières du soir
Ces offices commencent avec le Barechu, l'appel formel au public à prier, et aussi une série de prières associées au Shema Yisrael. Ces prières sont suivies de l'Hashkiveinu